# Либерти (Мисисипи)
Либерти (енгл. Liberty) град је у америчкој савезној држави Мисисипи.

## Демографија
По попису из 2010. године број становника је 728, што је 95 (15,0%) становника више него 2000. године.
| Група             | 2000.       | 2010.       |
| Белци             | 465 (73,5%) | 497 (68,3%) |
| Афроамериканци    | 153 (24,2%) | 222 (30,5%) |
| Азијати           | 0 (0,0%)    | 0 (0,0%)    |
| Хиспаноамериканци | 12 (1,9%)   | 7 (1,0%)    |
| Укупно            | 633         | 728         |